# Ángel Sánchez Gozalbo
Ángel Sánchez Gozalbo (n. Castellón de la Plana; 13 de febrero de 1894 - f. 10 de marzo de 1987) fue un escritor español.
Estudió medicina en la Universidad de Valencia, obteniendo la licenciatura el año 1916 y posteriormente el doctorado el año 1918. Esta sería la su profesión, que ejerció en Castellón de la Plana en la especialidad de análisis clínicos. El año 1919 participa en la fundación de la Sociedad Castellonense de Cultura, siendo el miembro más joven entre los intelectuales que participaron. En su época de estudiante en Valencia, había entrado en contacto con círculos literarios, lo que le llevó a implicarse en diversas asociaciones e iniciativas de carácter cultural, como la Asemmblea de Nostra Parla (Valencia, julio de 1922) o Lo Rat Penat. Fue nombrado delegado en la ciudad de Castellón de la Plana para la elaboración del Diccionario Catalán-Valenciano-Balear. Fue uno de los signatarios de las Normas de Castellón de 1932.
En su obra literaria destaca por su dedicación a la narrativa breve, publicada generalmente en revistas, a pesar de que el año 1930 publicó una colección con el título Bolangera de Dimonis. También publicó diversos ensayos históricos y de fraseología léxica.